# Konrad Fischer (Architekt)

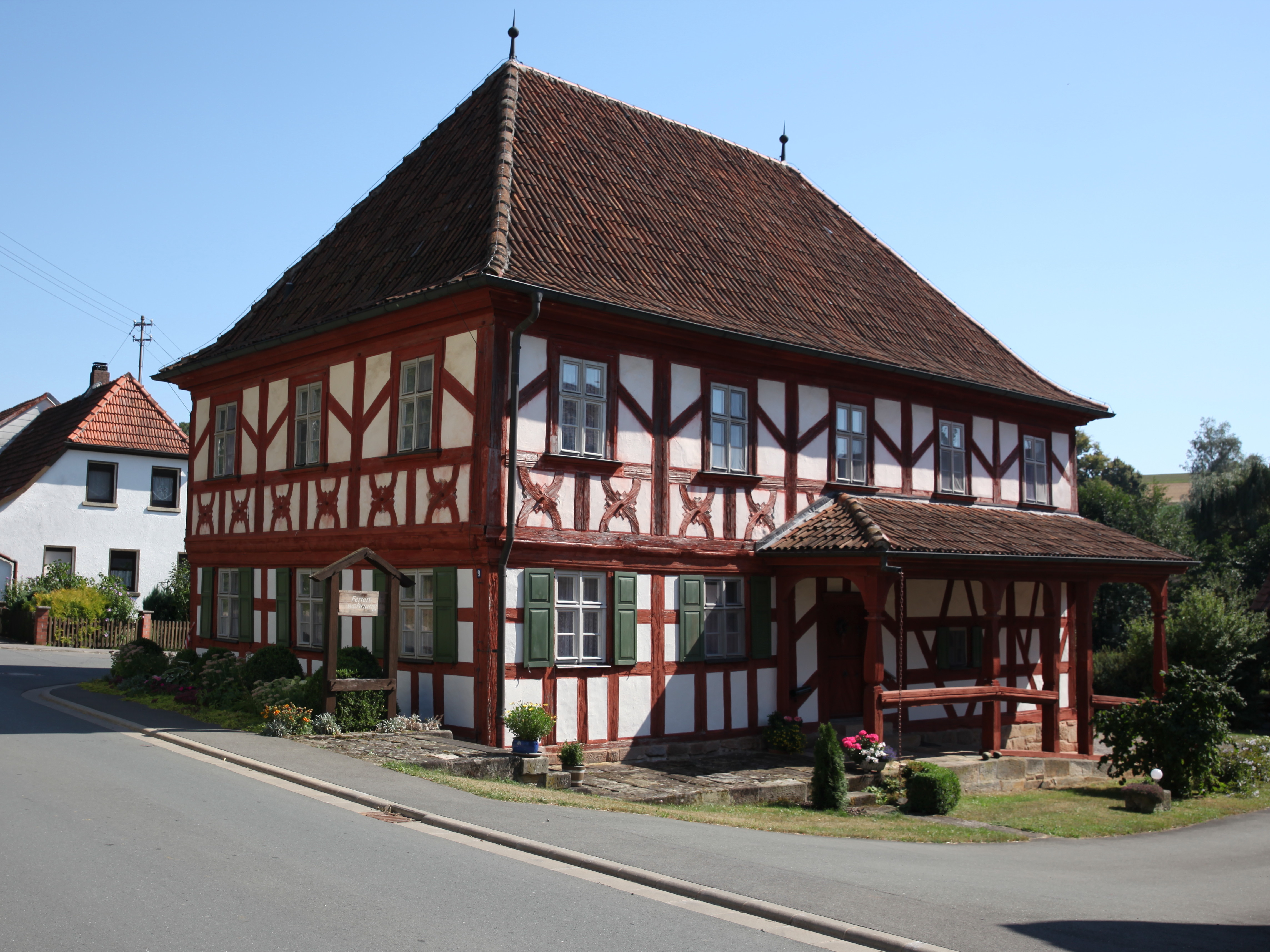
Für Fischers gelungene Sanierung prämiertes Fachwerkhaus in Eggenbach

Konrad Fischer (* 28. Oktober 1955 in Würzburg; † 22. Oktober 2018 in Lichtenfels) war ein deutscher Architekt, Denkmalpfleger und Autor.

## Leben
Fischer wuchs als erstes von drei Kindern des fränkischen Architekten Herbert Fischer (1919–1979) und dessen aus Siebenbürgen stammender Ehefrau auf, der evangelisch-lutherischen Kirchenmusikerin Eva Fischer, geborene Möckesch (1923–1999). 1957 zog die Familie nach Schwürbitz in Oberfranken, wo der Vater ein eigenes Architekturbüro mit Schwerpunkten auf dem Sakralbau und der Denkmalpflege unterhielt. Nach der Grundschule besuchte er von 1966 bis 1975 das Meranier-Gymnasium Lichtenfels. Nach dem Grundwehrdienst studierte Fischer von 1976 bis 1981 – wie sein Vater Jahrzehnte zuvor – an der Technischen Universität München das Fach Architektur und schloss das Studium mit dem akademischen Grad Dipl.-Ing. ab. Von 1982 bis 1984 absolvierte er ein wissenschaftliches Volontariat beim Bayerischen Landesamt für Denkmalpflege, unter anderem bei Tilmann Breuer, Sixtus Lampl und Gert Mader. 1984 wurde er Mitglied der Bayerischen Architektenkammer und 1987 verlegte er Wohnsitz und Büro nach Hochstadt am Main in ein historisches Mühlengebäude des Zisterzienser-Klosters. 1988 heiratete er die Lehrerin Petra Bothe. Das Paar bekam drei Töchter und einen Sohn.
1979, noch während des Studiums, übernahm er das Büro vom verstorbenen Vater und betreute seither mehr als 450 Altbausanierungen bzw. Baudenkmal-Instandsetzungen in Ost- und Westdeutschland. 2006 beriet er den Schauspieler Nicolas Cage beim Kauf von Schloss Neidstein. 1991 verlieh ihm das Bayerische Staatsministerium für Ernährung, Landwirtschaft und Forsten für eine Fachwerkhaus-Sanierung in Eggenbach die „Medaille für Verdienste um Kultur und Tradition auf dem Lande“, nachdem für das Sanierungsobjekt 1990 bereits die Denkmalschutzmedaille des Bayerischen Staatsministeriums für Wissenschaft und Kunst errungen worden war.
Seit 1988 trat Fischer im In- und Ausland als Vortragsredner und Seminarleiter auf, insbesondere auf dem Gebiet der Sanierung historischer Massiv- und Fachwerkbauwerke. Auf diesem Gebiet schrieb er außerdem eine Vielzahl von Beiträgen für Fachzeitschriften. Von 1996 bis 2006 engagierte er sich im Vorsitz des „Beirats für Denkmalerhaltung“ im Deutschen Burgenvereinigung ehrenamtlich. Darüber hinaus war er Mitglied weiterer Vereine, unter anderem im Bund Naturschutz in Bayern, im Bayerischen Landesverein für Heimatpflege, im Frankenbund, im Hennebergisch-Fränkischen Geschichtsverein, im Internationalen Arbeitskreis für Hausforschung (AHV), in der Interessengemeinschaft Bauernhaus, im Südtiroler Burgeninstitut und in der Nationalen Anti-EEG-Bewegung/Stromverbraucherschutz (NAEB).
Fischer starb 2018 im Alter von knapp 63 Jahren nach kurzer, schwerer Krankheit an einem Krebsleiden.

## Positionen und Rezeption
Weil Konrad Fischer viele Maßnahmen der Wärmedämmung, insbesondere konventionelle Wärmedämmverbundsysteme an Außenfassaden, als „kostspielige Fehlinvestition“ und als „Klimbim der Dämmstoffindustrie“ bezeichnete und verurteilte, wurde er ab etwa 1996 als „Dämmskeptiker“ und „Dämmketzer“ bezeichnet sowie als „einer der wohl schillerndsten Dämmgegner in Deutschland“.
Er empfahl Planern zur Minimierung ihres Haftungsrisikos, die Prüfung der Wirtschaftlichkeit jeder Dämmungsmaßnahme durch Berechnung der etwaigen Amortisation der Dämmungskosten eines Bauteils einschließlich der Kosten von Unterhaltung und Entsorgung, bezogen auf einen von ihm für angemessen gehaltenen Zeitraum von in der Regel zehn Jahren. In den durch derartige Kosten-Nutzen-Analysen aufzudeckenden Fällen unbilliger Härte, die nach Fischers Ansicht häufiger aufträten, als gemeinhin angenommen, sollten Planer und Bauherren in Genehmigungsverfahren die Möglichkeit der Befreiung von Anforderungen der Energieeinsparverordnung und des Erneuerbare-Energien-Wärmegesetzes nutzen.
Der Journalist Roland Stimpel beschrieb Fischer im Deutschen Architektenblatt als schillernde Figur, die durch „seine Zuspitzungen, seine teils gewagten Thesen zur Bauphysik und seine oft derbe Rhetorik“ auffalle. Fischer äußere Verschwörungstheorien über eine angeblich „ganz Deutschland zerstörende Ökomafia“ und deren permanente „Klima-Schutzgeld-Erpressung“ und greife zu jedem Mittel – bis hin zu geschmacks- und pietätfreien Holocaust-Vergleichen. Für Fischer stehe Dämmen, so Stimpel, für eine dubiose, verschwörerische Öko-Welt. Zudem verwies Stimpel auf Fischers Website, wo dieser von „Klimaschutz-Massenhalluzinationen, CO2-Psychosen, Weltuntergangs-Phantasmagorien, Öko-Bio-Hypnosen, Fortpflanzungsdepressionen und anderen … Hirnkrankheiten“ schreibe und auf 
„Ökoterrorismus und staatlich organisierten Völkermord durch Energiesparzwang und Klimaschutzerpressung“ schimpfe. „Völkermord-Witze“ seien ihm taktische Mittel zur „Provokation zwecks Aufmerksamkeit“. Sie zeigten aber, „wie ihm in seiner Leidenschaft Selbstkontrolle und das Gefühl für Grenzen abhandengekommen sind“.
Der Klimaforscher Stefan Rahmstorf kritisierte, dass Fischers These, ein Verzicht auf die Nachtabsenkung der Heizung führe zu 30 % Energieeinsparung, im direkten Widerspruch zum ersten Hauptsatz der Thermodynamik stehe. Zudem schrieb er, Fischer vertrete im Hinblick auf den Klimaschutz, den er konsequent als „Klimastuss“ bezeichne, eine „umfassende Verschwörungstheorie“, an der sich alle, von Ministeriumsmitarbeitern, über Energieberater und Schornsteinfeger bis hin zur Dämmstoffindustrie und der Deutschen Umwelthilfe, „eine goldene Nase“ verdienten.

## Bearbeitete Bauobjekte (Auswahl)
- Bremer Rathaus
- Marienkirche in Berlin-Mitte
- Marienkirchen von Burkersdorf und Schney
- Johanneskirche von Michelau in Oberfranken
- Pfarrkirche St. Nikolaus in Obristfeld
- Pfarrkirche St. Aegidius in Redwitz an der Rodach
- Dreieinigkeitskirche von Weißenbrunn
- Synagoge Odenbach
- Orangerie und die Gärtnervillen von Schloss Schönhausen, Schloss Eggersberg, Schloss Merseburg, Schloss Neu-Augustusburg, Schloss Neuenburg, Schloss Oberlangenstadt, Schloss Wilhelmsthal
- Marksburg
- Burg Thann
- Tonenburg
- Schloss von Frankleben
- Schloss und Bürgerhäuser in Eisfeld, der Koppenhof von Markt Marktzeuln
- Schloss Neuenburg (Freyburg)
- Kirchturm sowie Geleithaus, Stadtarchiv und Pulverturm in Weißenfels
- Stadtbefestigung von Lindau am Bodensee
- die Klöster Kloster Banz, Kloster Waldsassen,  Kloster Weyarn, Rostocker Katharinenkloster und das Kloster des Heiligen Hiob von Potschajew in München.

## Veröffentlichungen (Auswahl)
- Altbauten kostengünstig sanieren. GD-Verlag, Berlin 2007 (2. Aufl.), ISBN 978-3-939338-28-4.
- Kostengünstiges Instandsetzen. Burgen, Schlösser, Herrenhäuser und Villen. GD-Verlag, Berlin 2006 (PDF-Broschüre).
- (Mitautor) Topthema WärmeEnergie. VBN Sonderheft. Fachaufsätze von Bausachverständigen, Architekten, Physikern, Juristen. Fraunhofer IRB Verlag, Stuttgart 2003, ISBN 978-3816762881.
- (Herausgeber) Das Baudenkmal. Nutzung und Unterhalt. Verlag Deutsche Burgenvereinigung, Braubach 2001, ISBN 978-3-927558-16-8.
- Erhaltendes Instandsetzen von historischen Putzfassaden. 12 Fragen und Antworten. Verlag Deutsche Burgenvereinigung, Braubach 1995.[9]
- Holzfenster. Sechzehn Argumente für die erhaltende Instandsetzung. Verlag Deutsche Burgenvereinigung. Braubach, 1991.[10]